# Obolj
Obolj, Obol, Oboj, Vobol (mađ. Hobol) je selo u južnoj Mađarskoj.
Zauzima površinu od 18,27 km četvornih.

## Zemljopisni položaj
Nalazi se na 46° 1' sjeverne zemljopisne širine i 17° 46' istočne zemljopisne dužine. Kotarsko sjedište Siget je 1,5 km sjeverno, Denčaz je 4 km jugoistočno, Szentegát je 4,5 km jug-jugoistočno, 4,5 km jug-jugoistočno je Biriš, Várad je 4 km jugozapadno, Meljek i Vujfaluba su 4,5 km jugozapadno, Kistmási je 3 km zapadno, Nemeška je 3,5 km zapadno, Molvan je 1 km sjeverozapadno.

## Upravna organizacija
Upravno pripada Sigetskoj mikroregiji u Baranjskoj županiji. Poštanski broj je 7971.

## Povijest
Selo se 1342. spominje kao Hoboy. 1830. su u ovo selo došli Nijemci. Širenjem je Obolj obuhvatio i Kishobol.

## Promet
1,5 km sjeverno od sela prolazi željeznička pruga.

## Stanovništvo
Obolj ima 1047 stanovnika (2001.). Mađara je preko 90%. Roma je 2%. 3/4 sela su rimokatolici, kalvinista je 10%, a grkokatolika je 0,6%.

## Vanjske poveznice
- Obolj na fallingrain.com